# Einbruchsbecken
Einbruchsbecken ist ein geographisch-geomorphologischer Sammelbegriff für morphologische Becken, die durch Absenkung der Erdoberfläche entstanden sind, unabhängig von den dahinterstehenden Mechanismen. In den modernen Geowissenschaften wird der Begriff jedoch nahezu ausschließlich auf geologisch junge, tektonisch verursachte morphologische Becken angewendet. Die Größe solcher Becken reicht von wenigen Kilometern bis zu mehreren hunderten, z. T. sogar tausenden Kilometern in Länge oder Durchmesser. Die Höhenunterschiede der Becken zu ihrem Umland sind ebenfalls relativ variabel und reichen von weniger als 100 bis über 1000 Meter. Da sie mit Sedimenten aufgefüllt werden, ist der tatsächliche absolute Betrag der Absenkung solcher Beckenstrukturen aber anhand der Geländemorphologie nicht ersichtlich. Er beträgt mitunter mehrere Kilometer und ist nur mit geophysikalischen Methoden zu ermitteln. Die Absenkungsraten belaufen sich typischerweise auf einige Millimeter pro Jahr.

## Typen von Einbruchsbecken

### Tektonische Einbruchsbecken
Tektonische Einbruchsbecken entstehen durch dynamische Vorgänge im Erdinneren, die bewirken, dass sich eine Scholle der Erdkruste entlang von Störungsflächen absenkt, wodurch eine Hohlform an der Erdoberfläche entsteht. Je nachdem welche tektonischen Mechanismen die Absenkung hervorrufen, werden verschiedene Varianten tektonischer Einbruchsbecken unterschieden. Eine typische Variante ist der Grabenbruch. Der Begriff Einbruchsbecken wird häufig gleichbedeutend mit dem Begriff tektonisches Einbruchsbecken verwendet.

### Vulkano-tektonische Einbruchsbecken
Dieser Typus eines Einbruchsbeckens geht auf Materialschwund im Untergrund eines Vulkangebietes, z. B. eine sich leerende Magmakammer oder die Volumenabnahme durch Abkühlung der Schmelze in der Magmakammer zurück. Dadurch sacken die darüberliegenden Gesteinsschichten langsam nach. Genaugenommen zählen daher auch die Calderen zu den vulkano-tektonischen Einbruchsbecken. In der Regel haben solche Becken kleinere Ausmaße als die „rein“ tektonischen Einbruchsbecken.

### Subrosionssenken
In der ursprünglichen Bedeutung des Begriffes Einbruchsbecken zählen auch die sogenannten Subrosions- oder Einsturzsenken dazu. Diese sind auch eher klein und entstehen ebenfalls durch Materialschwund im Untergrund, der allerdings in diesem Fall von der Ablaugung (Subrosion) mehr oder weniger gut wasserlöslicher Gesteine, wie Kalkstein, Gips oder Steinsalz durch Grundwasser verursacht wird, d. h., hier wird die Beckenbildung durch relativ oberflächennahe Vorgänge ausgelöst. Zudem entsteht das Becken durch das Zusammenwachsen kleinräumiger Einbrüche über unterirdischen Hohlräumen (Dolinen) und nicht durch das Einsinken einer größeren Gesteinsscholle. Subrosionssenken unterscheiden sich also in ihrer Entstehung grundlegend von tektonischen und vulkano-tektonischen Einbruchsbecken. Daher werden sie in den modernen Geowissenschaften eher nicht mit dazugerechnet.

## Vorkommen und Beispiele
Da der Begriff Einbruchsbecken in erster Linie im geographisch-geomorphologischen Zusammenhang Anwendung findet, wird er fast ausschließlich für rezente morphologische Becken genutzt. Die folgenden Beispiele beziehen sich daher auf eben solche Becken. Diese sind im Regelfall geologisch relativ jung. Viele der größeren Einbruchsbecken in Europa entstanden durch tektonische Vorgänge, die mit der alpidischen Gebirgsbildung im Tertiär (65 bis 3 Millionen Jahre vor heute) in Zusammenhang stehen.
Typische Beispiele für tektonische Einbruchsbecken sind in Österreich das Wiener Becken, das Horner Becken, das Lavanttal und das Steirische Becken, in Deutschland der Oberrheingraben und die Niederrheinische Bucht mit der Wahner Heide. Das größte tektonische Einbruchsbecken der Welt ist der Ostafrikanische Grabenbruch.
Ein klassisches Beispiel für ein vulkano-tektonisches Einbruchsbecken ist der Laacher See in der Eifel. Auch der Eifel-Vulkanismus hat seine Ursachen in den alpidischen Prozessen.
Die meisten Subrosionssenken sind in Kalksteingebirgen anzutreffen, was schlicht damit zusammenhängt, dass Kalkstein in der oberen Erdkruste wesentlich häufiger vorkommt als Gips und Steinsalz. Der Fachausdruck für eine Subrosionssenke in einem Kalksteingebirge ist Polje. Typusgebiet für Poljen ist das Dinarische Gebirge im Westen der Balkan-Halbinsel. In Deutschland sind kleinere Subrosionssenken vor allem in Nordhessen, Südniedersachsen und Thüringen verbreitet.